# نیسان آر نسا
نیسان آر'نسا (Nissan R'nessa) خودروی کراس اوور ساخت شرکت نیسان است که در سال‌های ۱۹۹۷ تا ۲۰۰۱تولید شده است.
طراحی آن خودروهای موتور جلو-محور جلو، خودروهای موتور جلو-چهار چرخ متحرک بوده طول آن در حالت طبیعی ۴٬۶۸۰ میلیمتر (۱۸۴٫۳ اینچ)، عرض آن در حالت طبیعی ۱٬۷۶۵ میلیمتر (۶۹٫۵ اینچ)، ارتفاع آن در حالت طبیعی ۱٬۶۹۰ میلیمتر (۶۶٫۵ اینچ) و وزن آن در حالت طبیعی ۱٬۶۴۰ کیلوگرم (۳٬۶۲۰ پوند) است. سیستم جعبه‌دندهٔ آن به صورت خودکار است.

## مشخصات فنی Nissan R nessa[۱]
البته اسم اصلی این خودرو آلترا ای وی Altra EV است که در ژاپن به اسم آر نسا عرضه شده است و اولین خودروی الکترونیکی با باتری لیتیومی بود که به بازار آمریکای شمالی راه یافت. مشخصات فنی این خودرو عبارت است از:
قدرت موتور الکتریکی این خودرو ۸۳ اسب بخار با توان پیمایش ۱۳۰ کیلومتر، دارای سیستم ترمز ضد قفل ۴ چرخ (ABS)، ترمز احیا کننده، حداکثر سرعت ۱۲۰ کیلومتر در ساعت (۷۵ مایل در ساعت) است.

## نگارخانه

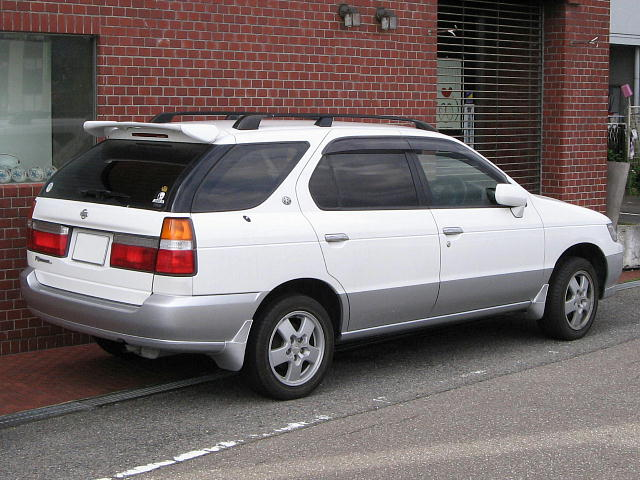
در نیسان R'ne (1997/10-2000/1)
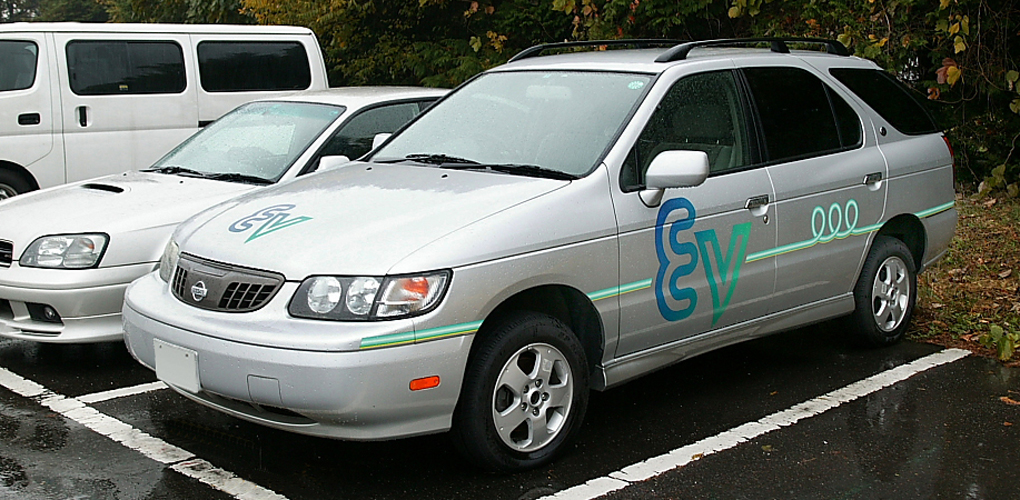
نیسان النترا EV